# Patrimonio (Weinbaugebiet)

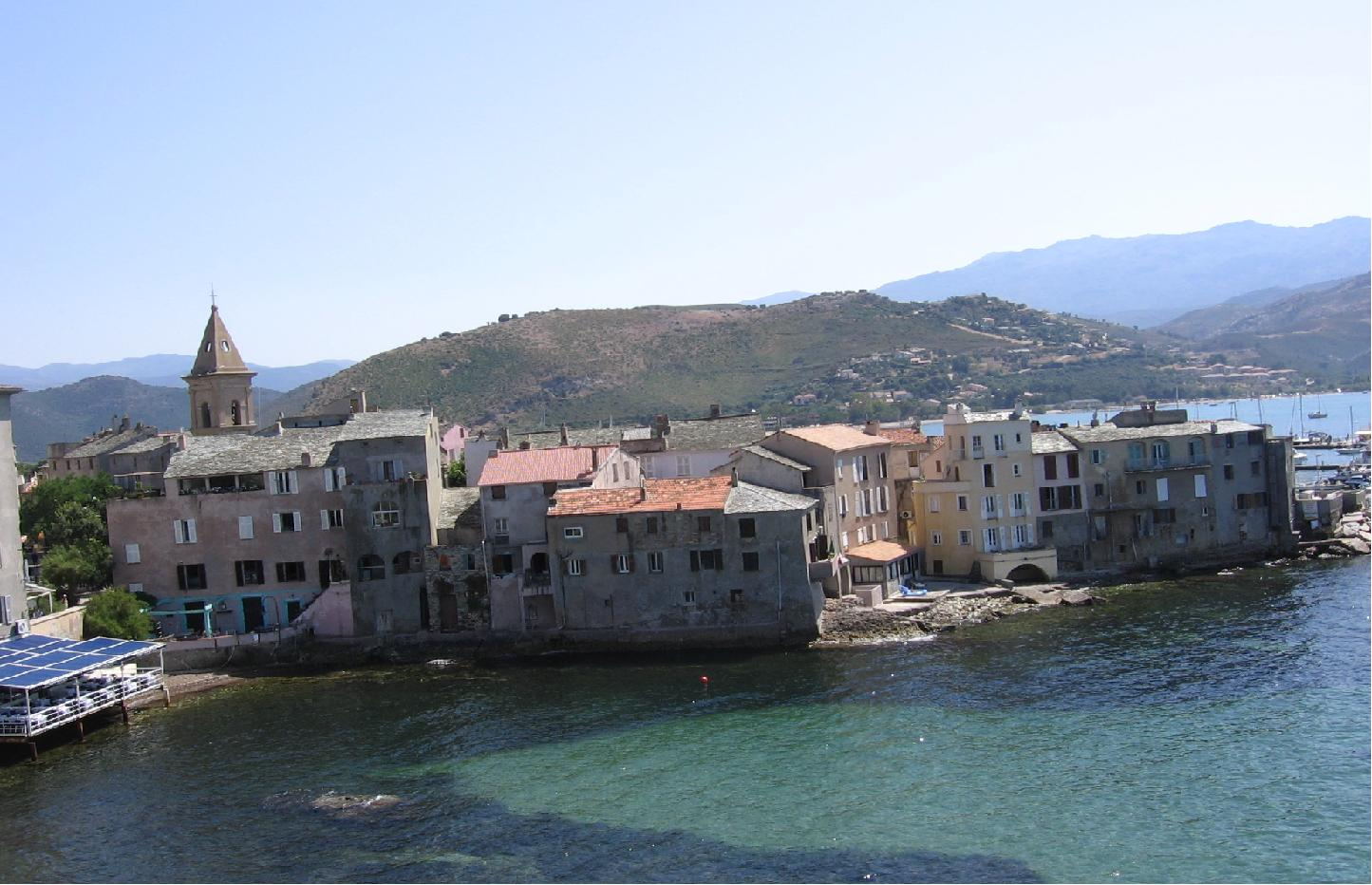
Der Golf von Saint-Florent und das Hinterland

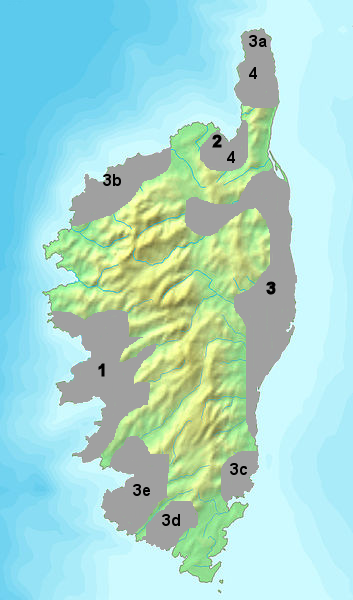
Appellationen auf Korsika, 2 = Patrimonio

Das Weinbaugebiet Patrimonio ist eine nach dem gleichnamigen Ort benannte Appellation im Norden der Insel Korsika. Seit dem 23. Oktober 1984 (das Dekret wurde zuletzt am 29. August 2002 überarbeitet) verfügt das Gebiet über den Status einer Appellation d’Origine Contrôlée (kurz AOC). Zugelassenen Rebflächen verteilen sich auf die sieben Gemeinden Barbaggio, Farinole, Oletta, Patrimonio, Poggio-d’Oletta, Saint-Florent und Santo-Pietro-di-Tenda. Damit überschneidet sich dieses Gebiet zum Teil mit der Appellation Muscat du Cap Corse. Auf einer Rebfläche von ca. 420 Hektar (Stand 2002) werden ca. 13.800 hl Wein geerntet. Der Löwenanteil davon entfällt auf Rot- und Roséweine; nur 1.800 hl entfallen auf Weißwein. Das Klima in Kombination mit den kargen Böden und der Hanglage der Rebflächen lässt nur einen stark eingeschränkten Ertrag zu und sichert somit eine gute Qualität des Beerenmaterials. Das langjährige Mittel liegt bei einem Ertrag von sehr niedrigen 34,25 hl/ha.

## Geographie
Das Anbaugebiet erstreckt sich in leichten Hanglagen halbkreisförmig um den Golf von Saint-Florent, nur wenige Kilometer westlich der Stadt Bastia. Im Westen reicht das Gebiet bis zur Agriatenwüste. (Désert des Agriates). Der Weinbau konzentriert sich im Wesentlichen um die Gemeinden Patrimonio, Farinole und Barbaggio. Die Weinlagen liegen dabei nicht höher als 50 Meter über dem Meeresspiegel. Das Herzstück des Gebiets verfügt über einen Kalk-Lehm-Boden auf einem Kalksteinsockel. Auf diesem mit schönen Kieselsteinen überzogenen Boden findet die Rebsorte Niellucio ideale Bedingungen und liefert kraftvolle tanninreiche Wein. Im westlichen Bereich nahe der Désert des Agriates überwiegt ein mit verwittertem Granit durchzogener Lehmboden auf einem Granitsockel.

## Klima
Das nördlich gelegene Gebiet liegt an exponierter Stelle in Bezug auf die häufig wehenden, zum Teil heftigen Winde aus nordöstlicher Richtung. In Zeiten feuchter Witterung trocknet der Wind die Beeren und sorgt auf diese Weise für ein gesundes Lesegut. In der Zeit der sommerlichen Dürre bleibt der Wind jedoch häufig aus, so dass maritime feuchte Luft den Wassermangel etwas lindert. Während der Nacht sinkt außerdem kältere Luft von den bis zu 1000 m hohen Bergen südlich der Appellation und sorgt so für ein ausgeglichenes Weinbauklima mit einer leicht verzögerten Wachstumsperiode.

## Die Weine
- die Rotweine bestehen seit dem Jahrgang 2000 aus mindestens 90 % Sangiovese, der jedoch auf Korsika Nielluccio genannt wird. Für die verbleibenden 10 % dürfen die Nebensorten Grenache, Sciaccarello und/oder die weiße Sorte Vermentino verwendet werden. Der Most muss vor der Vergärung über mindestens 189 g/l Zucker verfügen. Der trockene Rotwein hat dabei einen Alkoholgehalt von mindestens 12 Vol.-%.
- der Roséwein wird aus den gleichen Rebsorten wie der Rotwein gewonnen. Hier liegt jedoch der geforderte Mindestanteil des Nielluccio bei 75 %. Der Most muss vor der Vergärung über mindestens 170 g/l Zucker verfügen. Der trockene Roséwein hat dabei einen Alkoholgehalt von mindestens 11 Vol.-%.
- der Weißwein wird seit dem Jahr 2000 sortenrein aus der Rebsorte Vermentino gewonnen, die lokal Vermentinu oder auch Malvoisie de Corse genannt wird. Der Most muss vor der Vergärung über mindestens 170 g/l Zucker verfügen. Der trockene Weißwein hat dabei einen Alkoholgehalt von mindestens 11 Vol.-%.

Als Spezialität wird aus sehr spät gelesenen Beeren der Sorten Greanche und Aleatico der Rappu gemacht, ein roter natursüßer Dessertwein. Die erzeugten Mengen sind jedoch sehr bescheiden.
Der Weißwein kann ca. 2–3 Jahre gelagert werden, gewinnt aber durch die Lagerung nicht. Er sollte bei einer Trinktemperatur von 8 bis 10 °C genossen werden. Gleiches gilt für den Rosé.
Der Rotwein sollte hingegen 3–5 Jahre gelagert werden. Die Trinktemperatur liegt bei 15–16 °C.